# Oligonychus stenoperitrematus
Oligonychus stenoperitrematus är en spindeldjursart som först beskrevs av Ugarov och Aleksandr Mikhailovich Nikolskii 1937.  Oligonychus stenoperitrematus ingår i släktet Oligonychus och familjen Tetranychidae. Inga underarter finns listade i Catalogue of Life.